# Milton R. Krasner
Milton R. Krasner (* 17. Februar 1904 in New York City; † 16. Juli 1988 in Woodland Hills, Los Angeles, Kalifornien) war ein US-amerikanischer Kameramann und wirkte an mehr als 150 Produktionen mit. 

## Leben und Wirken
Seine Karriere im Filmgeschäft begann er als zweiter Kameramann für verschiedene Produktionen zu Beginn der 1930er Jahre. Sein erster Film, an dem er als verantwortlicher Kameramann mitwirkte, war Strictly Personal aus dem Jahr 1933. Seine ersten Filme wurden von Ralph Murphy inszeniert. 
Insgesamt sechsmal war er für den Oscar nominiert, das erste Mal im Jahr 1943 für den Film Arabische Nächte. Seine einzige Trophäe gewann er 1954 für seine Arbeit an dem Film Drei Münzen im Brunnen.
Sein letzter Film als Kameramann war Rückkehr zum Planet der Affen aus dem Jahr 1970. Danach arbeitete er nur noch ein paar Mal für das Fernsehen, 1976 wirkte er an noch an der Episode Mord im Bistro der Fernsehreihe Columbo mit und arbeitete bis zuletzt 1977 an der Serie McMillan & Wife, und ging anschließend in den Ruhestand.

## Filmografie (Auswahl)
- 1931: Helden der Unterwelt (Bad Company) (2. Kamera)
- 1940: Der Unsichtbare kehrt zurück (The Invisible Man Returns)
- 1940: The House of the Seven Gables
- 1940: Der Bankdetektiv (The Bank Dick)
- 1941: This Woman Is Mine
- 1942: Frankenstein kehrt wieder (The Ghost of Frankenstein)
- 1942: Die Freibeuterin (The Spoilers)
- 1942: Arabische Nächte (Arabian Nights)
- 1943: Unternehmen Donnerschlag (Gung Ho!)
- 1944: Gefährliche Begegnung (The Woman in the Window)
- 1944: Der Unsichtbare nimmt Rache (The Invisible Man’s Revenge)
- 1945: Straße der Versuchung (Scarlet Street)
- 1945: Der Vagabund von Texas (Along Came Jones)
- 1947: Das Ei und ich (The Egg and I)
- 1947: Die Farmerstochter (The Farmer’s Daughter)
- 1947: Ein Doppelleben (A Double Life)
- 1949: Ring frei für Stoker Thompson (The Set-Up)
- 1949: Blutsfeindschaft (House of Strangers)
- 1949: Frau in Notwehr (The Accused)
- 1949: Holiday Affair
- 1950: Der Haß ist blind (No Way Out)
- 1950: Drei kehrten heim (Three Came Home)
- 1950: Alles über Eva (All about Eve)
- 1951: Zwei in der Falle (Rawhide)
- 1951: People Will Talk
- 1951: The Model and the Marriage Broker
- 1952: Ein Fremder ruft an (Phone Call from a Stranger)
- 1952: Liebling, ich werde jünger (Monkey Business)
- 1952: Die Maske runter (Deadline – U.S.A.)
- 1952: Casanova wider Willen (Dreamboat)
- 1954: Drei Münzen im Brunnen (Three Coins in the Fountain)
- 1952: Fünf Perlen (O. Henry’s Full House)
- 1954: Die Gladiatoren (Demetrius and the Gladiators)
- 1954: Désirée
- 1954: Der Garten des Bösen (Garden Of Evil)
- 1955: Das verflixte 7. Jahr (The Seven Year Itch)
- 1955: Der große Regen (The Rains of Ranchipur)
- 1956: Bus Stop
- 1956: 23 Schritte zum Abgrund (23 Paces to Baker Street)
- 1957: Der Knabe auf dem Delphin (Boy on a Dolphin)
- 1958: Ein gewisses Lächeln (A Certain Smile)
- 1959: Über den Gassen von Nizza (The Man Who Understood Women)
- 1960: Anruf genügt – komme ins Haus (Bells are Ringing)
- 1961: Geh nackt in die Welt (Go Naked in the World)
- 1962: Die vier apokalyptischen Reiter (The 4 Horsemen of the Apocalypse)
- 1962: Das war der Wilde Westen (How the West Was Won)
- 1962: Zwei Wochen in einer anderen Stadt (Two Weeks in Another Town)
- 1963: Verliebt in einen Fremden (Love with the Proper Stranger)
- 1963: Eine kitzlige Sache (A Ticklish Affair)
- 1964: Bezwinger des Todes (Fate Is the Hunter)
- 1965: … die alles begehren (The Sandpiper)
- 1965: Rote Linie 7000 (Red Line 7000)
- 1966: Paris ist voller Liebe (Made in Paris)
- 1966: Dominique – Die singende Nonne (The Singing Nun)
- 1967: Morgen ist ein neuer Tag (Hurry Sundown)
- 1967: Chicago-Massaker (The St. Valentine’s Day Massacre)
- 1967: Das Teufelsweib von Texas (The Ballad of Josie)
- 1969: Pookie (The Sterile Cuckoo)
- 1970: Rückkehr zum Planet der Affen (Beneath the Planet of the Apes)
- 1972–1977: McMillan & Wife (Fernsehserie)
- 1976: Columbo: Mord im Bistro (Fade in to Murder)